# Żawrów
Żawrów (ukr. Жаврів) – wieś na Ukrainie w rejonie hoszczańskim, w obwodzie rówieńskim.
Przed II wojną światową w granicach Polski w gminie Hoszcza, w powiecie rówieńskim, w województwie wołyńskim. Poczta Majków. Żawrów należał do parafii Najświętszej Marii Panny Królowej Polski w Hłuboczku.
17 kwietnia 1943 w Żawrowie Ukraińcy zamordowali byłego legionistę Tadeusza Pluteckiego. W kolejnym miesiącu również doszło tu do morderstwa na Polaku.